# Ibuse Masuji

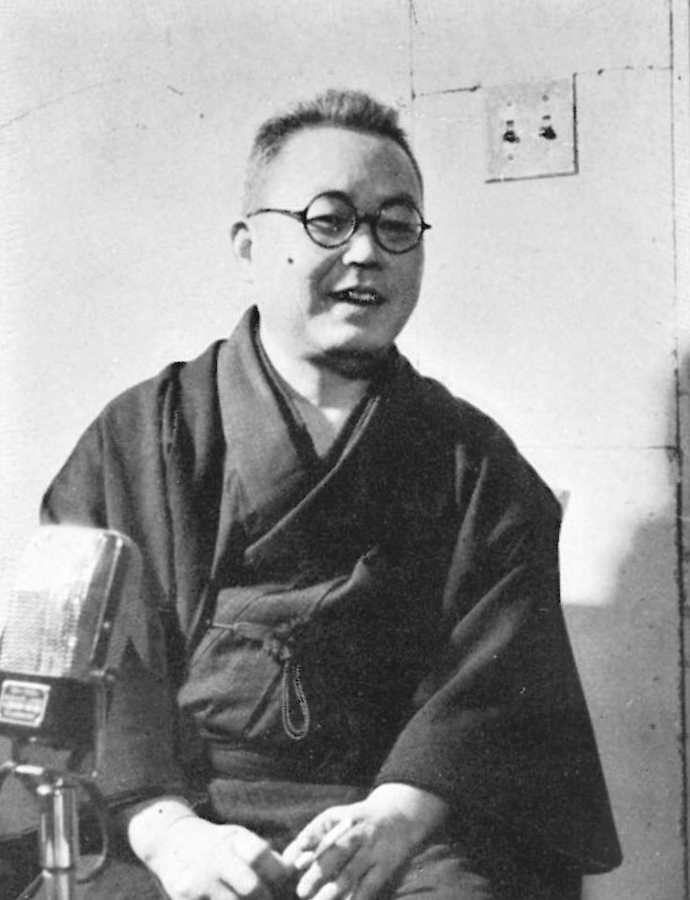
Ibuse Masuji

Ibuse Masuji (japanisch 井伏 鱒二; * 15. Februar 1898 in Kamo, Landkreis Yasuna (heute: Fukuyama), Präfektur Hiroshima; † 10. Juli 1993 in Tokio) war ein japanischer Verfasser von Romanen und Kurzgeschichten und Essayist.

## Leben
Ibuse wurde 1898 als zweiter Sohn einer reichen Grundbesitzerfamilie in Kamo geboren. Der Familienstammbaum ist bis zum Jahr 1442 belegt. Als er 5 Jahre alt war, starb sein Vater; Ibuse wuchs fortan unter der Obhut seiner Großeltern auf. Vom 3. Jahr der Mittelschule an begann Ibuse zu malen. Nach seinem Schulabschluss reiste er für 3 Monate nach Nara und Kyōto, um Skizzen zu zeichnen. Mit seinen Skizzen bewarb sich Ibuse bei dem japanischen Maler Hashimoto Kansetsu (橋本 関雪), der ihn jedoch ablehnte.
Von seinem älteren Bruder motiviert, begann Ibuse 1920 mit dem Studium der französischen Literatur an der Waseda-Universität. Während des Studiums lernte er Aoki Nampachi (青木 南八) kennen, mit dem ihn eine tiefe Freundschaft verband. In dieser Zeit machte er u. a. auch die Bekanntschaft von Iwano Hōmei und Tanizaki Seiji (谷崎 精二). 1921 unterbrach er nach einem Konflikt mit seinem Professor seine Studien. Er kehrte nach Hause zurück, versuchte ein halbes Jahr später seine Studien wieder aufzunehmen, brach jedoch das Studium der französischen Literatur und der Malerei endgültig ab, bedingt durch die Schwierigkeiten an der Universität und bedingt durch den Freitod seines Studienfreundes Aoki, und ließ sich daraufhin als Schriftsteller in Tokio nieder.
1923 beteiligte er sich an dem Magazin Seki, in dem seine Erzählung Yūhei (dt. „Einkerkerung“) erschien. Im folgenden Jahr wurde er Schüler von Satō Haruo (佐藤 春夫). Er veröffentlichte einige Skizzen und heiratete im gleichen Jahr Akimoto Setsuyo (秋元 節代). 1929 veröffentlichte Ibuse die Erzählung Salamander, eine Überarbeitung von Yūhei, in der Zeitschrift Bungei Toshi und Sawan auf dem Dach in Bungaku. Im folgenden Jahr erschien sein erstes Buch, die Sammlung Pflaumenblüten in der Nacht; Ibuse schloss sich dem literarischen Zirkel Sakuhin an, dessen Zeitschrift von Kobayashi Hideo herausgegeben wurde. Im gleichen Jahr begegnete er auch erstmals Dazai Osamu.
1941 wurde Ibuse zur Propagandakompanie eingezogen und nach Singapur geschickt. Die Kenntnis südostasiatischer Kriegsschauplätze floss in die Erzählung Ehrerbietung aus der Ferne ein. Ein Jahr später wurde er aus dem Armeedienst entlassen und 1944 nach Kōfu (Präfektur Yamanashi) evakuiert.
1965 veröffentlichte Ibuse in der Zeitschrift Shinchō die vermutlich bekannteste Erzählung Schwarzer Regen (黒い雨, Kuroi ame), für die er 1966 den Noma-Literaturpreis und den Kulturorden erhielt. Der Roman handelt von dem Atombombenabwurf auf Hiroshima. Ibuse versuchte nicht, das Desaster in seiner Gesamtheit darzustellen, sondern entschied sich, die südliche Landschaft in ihrer Schönheit zu schildern und die Leute mit ihren Stärken und Schwächen zu zeigen, die dann in den Holocaust geraten.
1990 wurde er zum Ehrenbürger der Präfektur Tokio ernannt. Ende Juni 1993 wurde er in die Notaufnahme des Eiji-Krankenhauses in Tokio gebracht, in dem er am 10. Juli im Alter von 95 Jahren starb. Ibuse ist außerdem Ehrenbürger der Stadt Fukuyama und der Präfektur Hiroshima.
Ibuse experimentierte mit einer Reihe von Stilen. In seinen Büchern nutzte er zum Beispiel die Konventionen des Ich-Romans (私小説, Watakushi shōsetsu). Der alte Bestand an romantischer Naturlyrik erlangte bei ihm eine robuste, epische Qualität. Und in die oft ernste oder sentimentale Kunst der modernen japanischen Prosa führt er seine eigene Art von trockenem Humor ein. Ende der zwanziger Jahre verlagerte sich sein Interesse von Tokio hin zu den ländlichen Gebieten in Südjapan, in denen er aufgewachsen war. Seine Heimat wurde der Schauplatz von einigen seiner besten Romane wie Tange-shi tei (丹下氏邸) – „Die Villa des Herrn Tange“, 1931 und „Kawa“ (川) – „Der Fluss“, 1932.

## Preise und Auszeichnungen
- 1938 Naoki-Preis für John Manjirō hyōryūki.
- 1950 Yomiuri-Literaturpreis (Kategorie „Romanliteratur“) für Honjitsu kyūshin u. a.
- 1956 Preis der japanischen Akademie der Künste für Hyōmin Usaburō u. a.
- 1966 Noma-Literaturpreis und Kulturorden für Kuroi ame
- 1966 Ernennung zum Bunka Kōrōsha, zur Person mit besonderen kulturellen Verdiensten
- 1966 Ehrenbürger von Fukuyama[1]
- 1972 Yomiuri-Literaturpreis (Kategorie „Essays/Reisebeschreibungen“) für Waseda no mori
- 1990 Ehrenbürger der Präfektur Tokio[2]

## Werke (Auswahl)
- Yūhei (幽閉, 1923) – (Einkerkerung, erschien leicht verändert 1929 als Sanshōuo 山椒魚; dt. Der Salamander, 1981)
- Yofuke to ume no hana (夜ふけと梅の花, 1925) – (Pflaumenblüten in der Nacht, 1981)
- Koi (鯉, 1926) – (Der Karpfen, 1981)
- Yane no ue no sawan (屋根の上のサワン, 1929) – (Sawan auf dem Dach, 1942, 1981)
- Kawa (川, 1931/32) – (Der Fluss)
- Zuihitsu (随筆, 1931) – (Essay)
- Shūkinryokō (集金旅行, 1937) – (Eine Reise um Geld um sammeln)
- John Manjirō hyōryūki (ジョン万次郎漂流記, 1937) – (engl. J.M, the cast away, his life and adventures, 1940)
- Tajinko mura (多甚古村, 1939) – (dt. Tagebuch eines Dorfpolizisten, 1964)
- Sankyō fūbutsushi (山峡風物詩, 1948)
- Kashima ari (貸間あり, 1948)
- Yōhai taichō (遥拝隊長, 1950)
  - Ehrerbietung aus der Ferne. Übersetzt von Jürgen Berndt. In: Träume aus zehn Nächten. Japanische Erzählungen des 20. Jahrhunderts. Hrsg. Eduard Klopfenstein, Theseus Verlag, München 1992. ISBN 3-85936-057-4
- Honjitsu kyūshin (本日休診, 1950) – (dt. Heute keine Sprechstunde, 1981)
- Kakitsubata (かきつばた, 1951) – (dt. Die Schwertlilie, 1985)
- Noriai jidōsha (乗合自動車, 1952) – (dt. Der Autobus, 1981)
- Hyōmin Usaburō (漂民宇三郎, 1954/55) – (Usaburō der Vertriebene)
- Ekimae ryokan (駅前旅館, 1957)
- Chinpindō shujin (珍品堂主人, 1959)
- Kuroi Ame (黒い雨, 1965) – (dt. Schwarzer Regen, 1974)
- Tsuribito (釣人, 1970) – (Der Angler)
- Waseda no mori (早稲田の森, 1971)
- Gunka Senyū (軍歌「戦友」, 1976) – (dt. Das Soldatenlied Alte Kameraden, 1981)

## Verfilmungen
- Imai Tadashi verfilmt 1940 Tajinko mura
- Naruse Mikio verfilmt 1941 Okoma san unter dem Titel Hideko no shashō san 秀子の車掌さん
- Shimizu Hiroshi verfilmt 1941 Yotsu no yubune 四つの湯槽 unter dem Titel Kanzashi 簪
- Nakamura Noboru verfilmt 1957 Shūkinryokō
- Toyoda Shirō verfilmt 1958 Ekimae ryokan
- Kawashima Yūzō verfilmt 1959 Kashima ari
- Toyoda Shirō verfilmt 1960 Chinpindō shujin
- Imamura Shōhei, ein Schüler Kawashimas, verfilmt 1989 Kuroi Ame (Schwarzer Regen) und gewinnt damit den Technik-Preis bei den Internationalen Filmfestspielen von Cannes
- Hisaya Morishige verfilmt Honjitsu kyūshin (Heute keine Sprechstunde)